# Wilhelm Buchauer
Wilhelm Buchauer (* 21. Januar 1915 in Fürstenfeldbruck; † 5. Januar 1990 ebenda) war ein deutscher Kommunal- und Landespolitiker (SPD).

## Werdegang
Buchauer besuchte Schulen in Fürstenfeldbruck und München. 1934 trat er in die Reichswehr ein. Während des Zweiten Weltkriegs leistete er Frontdienst in Polen, Norwegen und Russland, zuletzt im Rang eines Offiziers. Von 1946 bis 1962 war er beim Landratsamt Fürstenfeldbruck angestellt. Unter anderem war er Leiter des Kreisjugendamts und Amtsvormund. Daneben war er ab 1946 ehrenamtlich im Deutschen Gewerkschaftsbund und in der Arbeiterwohlfahrt tätig.
1960 wurde er vom Stadtrat zum 2. Bürgermeister der Stadt Fürstenfeldbruck gewählt, zwei Jahre später übernahm er von Fritz Bauer das Amt des 1. Bürgermeisters. Er blieb bis 1978 im Amt. Zudem war er ab 1962 Mitglied des Kreistags und Mitglied des Oberbayerischen Bezirkstags.
Von November 1966 bis November 1970 gehörte er als Abgeordneter dem Bayerischen Landtag an.